# Guy (banda)
Guy es una banda de hip hop, R&B y soul estadounidense, más estrechamente asociados con el estilo new jack swing de finales de 1980 y comienzos de 1990. 

## Historia

### 1986-1988: Orígenes
Guy fue formado en Harlem, Nueva York, Estados Unidos en 1987 por los cantantes y compositores de R&B Teddy Riley, Aaron Hall y Tim Gatling. Riley y Gatling fueron amigos de infancia y de crecimiento en Harlem, y anteriormente colaboraron en la banda Kids At Work. Hall fue reclutado para unirse a los que sería Guy. Además de escribir canciones para su propio grupo, Riley y Hall colaboraron en otros proyectos de composición y producción, incluyendo «My Prerogative» de Bobby Brown y «Just Got Paid» de Johnny Kemp.

### 1988-1991: Primeros éxitos
Bajo la guía del mánager Gene Griffin, el grupo firmó con la casa disquera de Andre Harrell, Uptown Records, y publicaron su álbum debut homónimo Guy en junio de 1988. Gatling, sin embargo, abandonó la banda después de que la grabación del álbum finalizó siendo reemplazado por el hermano menor de Hall Damion Hall para la gira (con New Edition). Cinco sencillos del álbum fueron publicados, ninguno de los cuales tuvo un buen resultado en los listados principales del Billboard Hot 100 en Estados Unidos. Sin embargo, cuatro de los sencillos se convirtieron en éxitos de R&B. Los sencillos, «'Round and 'Round (Merry-Go-Round of Love)» (se posicionó en el #24), «Groove Me» (se posicionó en el #4), «Teddy's Jam» (se posicionó en el #5), «I Like» (se posicionó en el #2) y «Spend the Night» (se posicionó en el #15), impulsando el álbum a la certificación doble platino por la RIAA. Otras canciones del álbum, «Piece of My Love», también recibió rotación en estaciones radiales de R&B. El álbum subió a la posición #27 en los listados Top 200 Albums en Estados Unidos, sin un mayor éxito pop, y alcanzó la posición #1 en los listados de álbumes de R&B.    
Tras el éxito del álbum, la banda contribuyó en la canción «My Fantasy» de la banda sonora de la película de Spike Lee Do the Right Thing en 1989. Griffin y Riley también trabajaron con Boy George, produciendo su éxito R&B «Don't Take My Minf On A Trip». Sin embargo, ese mismo Guy se dividió acremente de Gene Griffin. Riley continuó produciendo y mezclando para otros artistas y firmemente estableciéndose como el mascarón en proa y la fuerza impulsora detrás de New Jack Swing.
En noviembre de 1990, Guy publicó su segundo álbum de estudio The Future. Aunque todavía no había llegado al top 40 de los éxitos pop, los cinco sencillos del álbum se convirtieron en éxitos R&B. Las canciones «Wanna Get With U» (se posicionó en el #4), «Let's Chill» (se posicionó en el #3), «Do Me Right» junto a Heavy D (se posicionó en el #2), «D-O-G Me Out» (se posicionó en el #8), y «Let's Stay Together» (se posicionó en el #16) llevó al álbum a ser certificado platino. La banda también aparece en la película de Mario Van Peebles New Jack City, interpretando la canción «New Jack City».
Después de promocionar el álbum, la banda se despidió de Riley citando más tarde "la tragedia de nuestro ex-manager" Griffin como la razón de la disolución del grupo. Una de las últimas grabaciones del grupo fue un cover del tema «Land of a Thousand Dances» de Wilson Pickett, que fue incluido en la película animada de 1992 FernGully: Las Aventuras de Zak y Crysta. En 1990, Riley se enfocó en producir otros artistas tales como Heavy D y Michael Jackson y también formó otros grupo, Blackstreet. Los hermanos Hall empezaron carreras en solitario durante 1990.

### Reunión
Guy se ha reformando periódicamente desde su separación inicial, la primera ocurrió en 1995, con el lanzamiento de la canción «Tell Me What You Like», pero ningún álbum fue publicado en ese momento. 
En 1999, Riley y los hermanos Hall se reunieron para publicar su primer álbum en nueve años titulado Guy III. El álbum incluyó el modesto éxito «Dancin'», el cual se posicionó en el #19 en el Hot 100 en Estados Unidos, convirtiéndose sorpresivamente su más grande éxito en los listados de pop. Sin embargo, el álbum obtuvo poca promoción y tan pronto como fue liberado bajó de la conciencia pública. El álbum se separó nuevamente poco después, pero se reformó periódicamente desde 2005, ya que aún tienen que lanzar un nuevo álbum. 
En 2006, fueron parte de los actos del New Jack Reunion Tour, junto a Blackstreet, Tony Toni Tone, After 7, New Edition y SWV. 

## Integrantes
| Integrantes actuales - Teddy Riley - Aaron Hall - Damion Hall | Integrantes anteriores - Timmy Gatling |

## Discografía
| Álbumes de estudio - 1988: Guy - 1990: The Future - 2000: Guy III | Álbumes de grandes éxitos - 2002: Groove Me: The Very Best Of Guy - 2004: The Millennium Collection |